# Chanat Chiwy

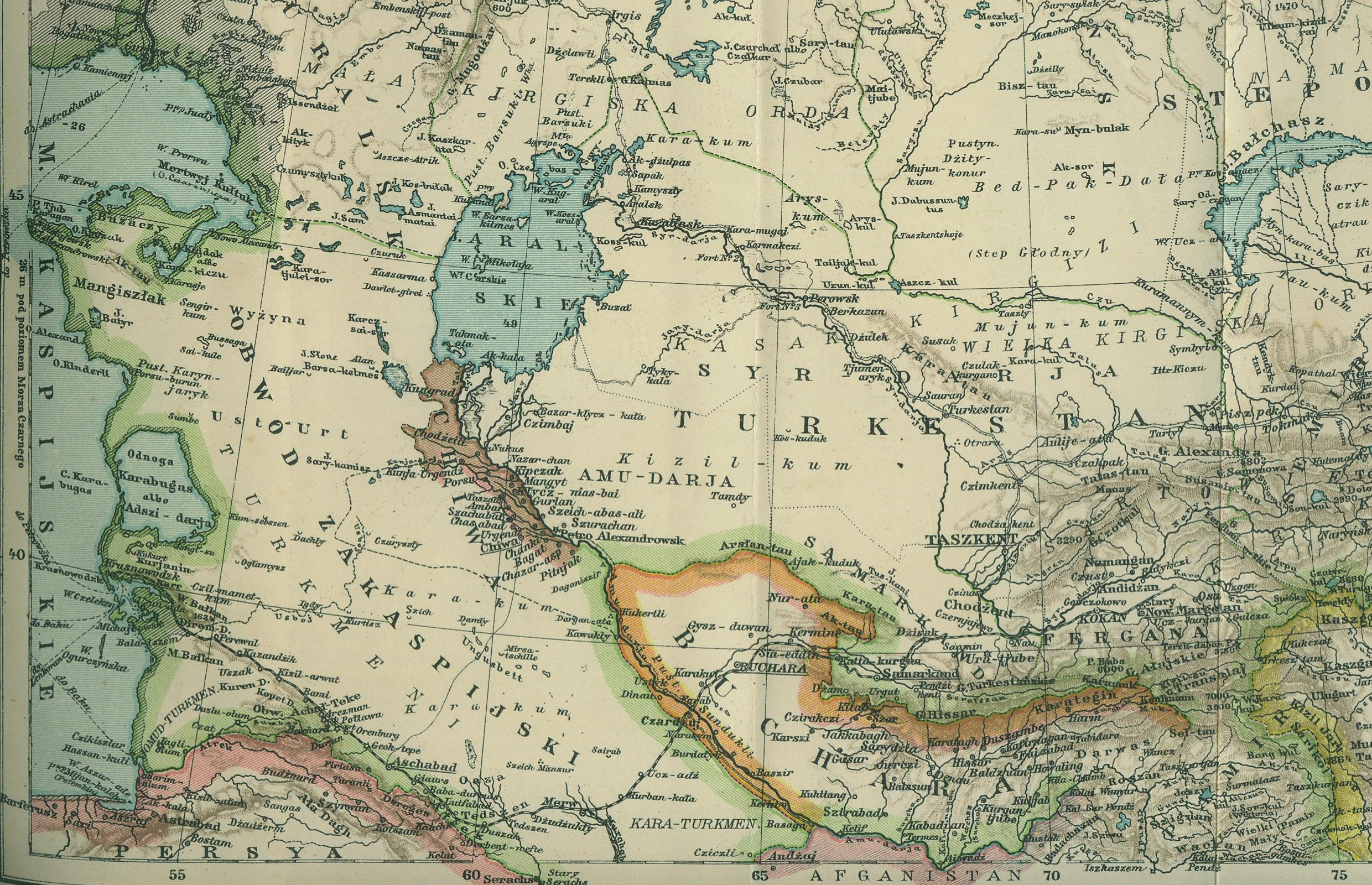
Azja Środkowa w 1903 roku, chanat Chiwy na lewo od centrum mapy

Flaga chanatu Chiwy 1917-1920

Chanat Chiwy (uzb. Xiva Xonligi) – historyczne państwo w Azji Środkowej istniejące w latach 1511–1920.

## Okres Czyngisidów
Po obaleniu perskiego namiestnika w 1511 roku elita społeczna Chorezmu oddała władzę monarszą, popieranemu także przez plemiona turkmeńskie, Ilbarsowi (1511–1516) z bocznej linii Szejbanidów (w ramach dynastii Czyngisidów), który zapoczątkował istnienie Chanatu Chiwańskiego. W XVI wieku podporą władzy centralnej były przesiedlające się tam ze stepów kipczackich plemiona koczownicze, takie jak Kungraci, Mangyci, Najmanowie czy Kipczacy, ale godność chana sprawowali Czyngisydzi. Najczęściej miało miejsce dziedziczenie tronu w ramach dynastii Arabszachidów (boczna linia Szejbanidów).
W XVI wieku Chanat Chiwański dwukrotnie był zdobyty i podporządkowany przez Bucharę – wynikało to tak z wrogości dynastycznej, jak i rywalizacji o terytoria w regionie. Chan Ubaydulla I uczynił to w latach 1537–38 w okresie panowania Avanesha, natomiast działania Abdulli II z lat 90. XVI wieku powodowały ratowanie się przez chana Hojiego Muhammada I ucieczką do sąsiedniego Iranu.
Panowaniom Arab-Muhammada i Isfandiyara towarzyszyła walka wewnętrzna o władzę z ojcobójstwami, oślepieniami i masowymi rzeziami ludności, a także wykorzystywaniem czynnika zewnętrznego: Iranu lub Buchary. Abu al-Ghazi Bahadur dokonał znaczącej reformy zarządzania państwem, która doprowadziła do relatywnej centralizacji władzy. Podzielił on wszystkie plemiona na cztery grupy: kiyat-kurgancką, uygur-najmańską, kanki-kipczacką i nukuz-mangytską, a do każdej z nich wyznaczył starszych, zwanych inakami, którzy mieli także status jego doradców i poprzez nich rozwiązywał sprawy dotyczące plemion. Z kolei starszyznę turkmeńską, która przyjęła formalne zwierzchnictwo bucharskie, wymordował. W XVII wieku Chiwa, podobnie jak Buchara, podzieliła się faktycznie na malutkie państewka zarządzane przez arystokrację z formalną tylko władzą chana – „chan tylko tytuł chański posiada, ale sprawami chańskimi zajmować się mu nie pozwalają”.
W pierwszej połowie XVIII wieku inakowie (uzbeccy przywódcy plemienni) zdobyli mocną pozycję w elicie władzy chanatu. Zapraszali oni do tronu Czyngisidę, najczęściej ze stepów kazachskich, i traktowali jak marionetkę, a gdy ten próbował umocnić swą władzę natychmiast go obalano. Dłuższe panowania Shir Gaziego, Ilbarsa II i Ghaiba wiązały się z walkami plemiennymi i powstaniami przeciwko władzy centralnej. Przesłanką do wzmocnienia władzy dokonanego przez Muhammad-Amina stało się zdobycie przez turkmeńskie plemię Ýomudów stolicy chanatu w 1767 roku.

## Okres Qungratów
W 1770 roku przywódca plemienia Qungrat Muhammad Amin stał się faktycznym władcą Chiwy, choć tytuł chana przyjął dopiero jego wnuk Iltazar, ustanawiając nową dynastię Inakydów bądź Qungratów. Muhammad Rahim i Allah Quli oraz Muhammad Amin poza tym, że toczyli walki z Bucharą i Turkmenami, zwiększając terytorium państwa, łamali także tendencje separatystyczne poszczególnych obszarów i/lub plemion.
W XIX wieku najwyższą pozycję w elicie władzy państwa chiwańskiego zajmował chan jako monarcha absolutny. Przynależała mu wówczas nieograniczona władza administracyjna, sądownicza i wojskowa. Najwyższym urzędnikiem państwowym był divanbegi, który doradzał władcy oraz kierował kancelarią. Faktycznymi wpływami dysponowali także: kushbegi, inak, atalyk, rais, biy i główny wezyr, przy czym administracja była wówczas zupełnie przemieszana z dworem. Rada stanu, złożona z najwyższych dostojników, była tylko ciałem doradczym, pozbawionym faktycznych uprawnień. Posiedzenia rady odbywały się raz w tygodniu, a uczestniczyli w nich wówczas „pierwszy i drugi wezyr, starszy brat chana, kazi i przywódcy czterech plemion uzbeckich”. Ważne miejsce w elicie władzy zajmowali też głównodowodzący armią – topchibashi, szef organów policji – mirshabbashi oraz urzędnik odpowiedzialny za kwestie finansowe – mehter. Większość sił wojskowych była zwoływana na okres wojny, jednak cały czas funkcjonowały ochronne wojska chana, dowodzone przez esaulbashiego. Powierzanie w XIX wieku ważnych stanowisk urzędniczych podporządkowanym i lojalnym przedstawicielom innych grup etnicznych, zakończyło znaczące wpływy arystokracji uzbeckiej – innej niż Qungratów – na funkcjonowanie państwa. Chan Chiwy – wedle opisu Arminiusa Vambery’ego – dzień rozpoczynał od biesiady z uczonymi mułłami, a następnie znajdował czas na przyjmowanie urzędników i audiencję dla ludu.
Terytorium Chanatu Chiwańskiego składało się z piętnastu viloyatów i dwóch obszarów namiestnikowskich oraz tumenów należących do samego chana. W okresie protektoratu rosyjskiego chanat podzielony był na dwadzieścia księstw, nazywanych też viloyatami. W jednostkach terytorialnych najwyższą władzę sprawowali bekowie (w okresie protektoratu rosyjskiego także hakimowie) – faktycznie udzielni i samodzielni książęta, ale ich władza nie była dziedziczna i chan mógł ich jej pozbawić.
Wojna z Chanatem Chiwańskim z 1873 roku spowodowała zagarnięcie przez Romanowów północnych i zachodnich ziem chanatu i ogłoszenie protektoratu rosyjskiego nad tym państwem. W tym okresie rada była organem kontrolnym caratu wobec chana – składała się ona wówczas z siedmiu osób, w tym z czterech przedstawicieli administracji rosyjskiej. W okresie protektoratu rosyjskiego, a więc długiego panowania chana Muhammada Rahima Bahadura oraz Isfandiyara system władzy pozostał zorganizowany w podobny do wcześniejszego sposób, przy czym każda jego zmiana musiała być zaakceptowana przez rosyjskiego generał–gubernatora turkiestańskiego.
W schyłkowym okresie funkcjonowania chanatu wódz turkmeńskiego plemienia Ýomudów Juneýd najpierw zdobył pełnię władzy wojskowej (tytuł serdar-karima), a następnie zgładził chana Isfandiyara i rządził za plecami chana Sayida Abdullaha. W 1918 roku wybuchło inspirowane przez bolszewików powstanie antymonarchistów i plemion turkmeńskich. 2 lutego 1920 roku chan abdykował i został zesłany na tereny Ukraińskiej SRR, natomiast Juneýd przewodził oddziałom basmaczy walczących z władzą radziecką jeszcze w latach 30. Do Chiwy w 1920 roku wkroczyła Armia Czerwona i utworzono radzieckie państwo satelickie – Chorezmijską LRR.

## Chanowie Chiwy
Dynastia Czyngisidów
- Ilbars I (1511–1516)
- Sulton Hoji (1516)
- Hasan Quli (1516)
- Sufyan (1516–1525)
- Bujugha (1525–1532)
- Avanesh (1532–1539)
- Qal (1539–1546)
- Aqataty (1546)
- Do'st Muhammad (1546–1558)
- Hoji Muhammad I (1558–1602)
- Arab Muhammad I (1602–1623)
- Isfandiyar (1623–1643)
- Abu al-Ghazi I Bahadur (1643–1663)
- Anusha (1663–1687)
- Muhammad Avrang (1687–1688)
- Ishaq Agha Shah Niyaz (1688–1702)
- Arab Muhammad II (1702–?)
- Haji Muhammad II
- Yodgor (1714)
- Avrang (1714–1715)
- Shir Ghazi (1715–1728)
- Ilbars II (1728–1740)
- Abu al-Ghazi II Muhammad (1742–1745)
- Ghaib (1745–1770)
- Abu al-Ghazi III (1770)
- Abu al-Ghazi ibn Gha'ib (1791–1804)

Dynastia Qungratów

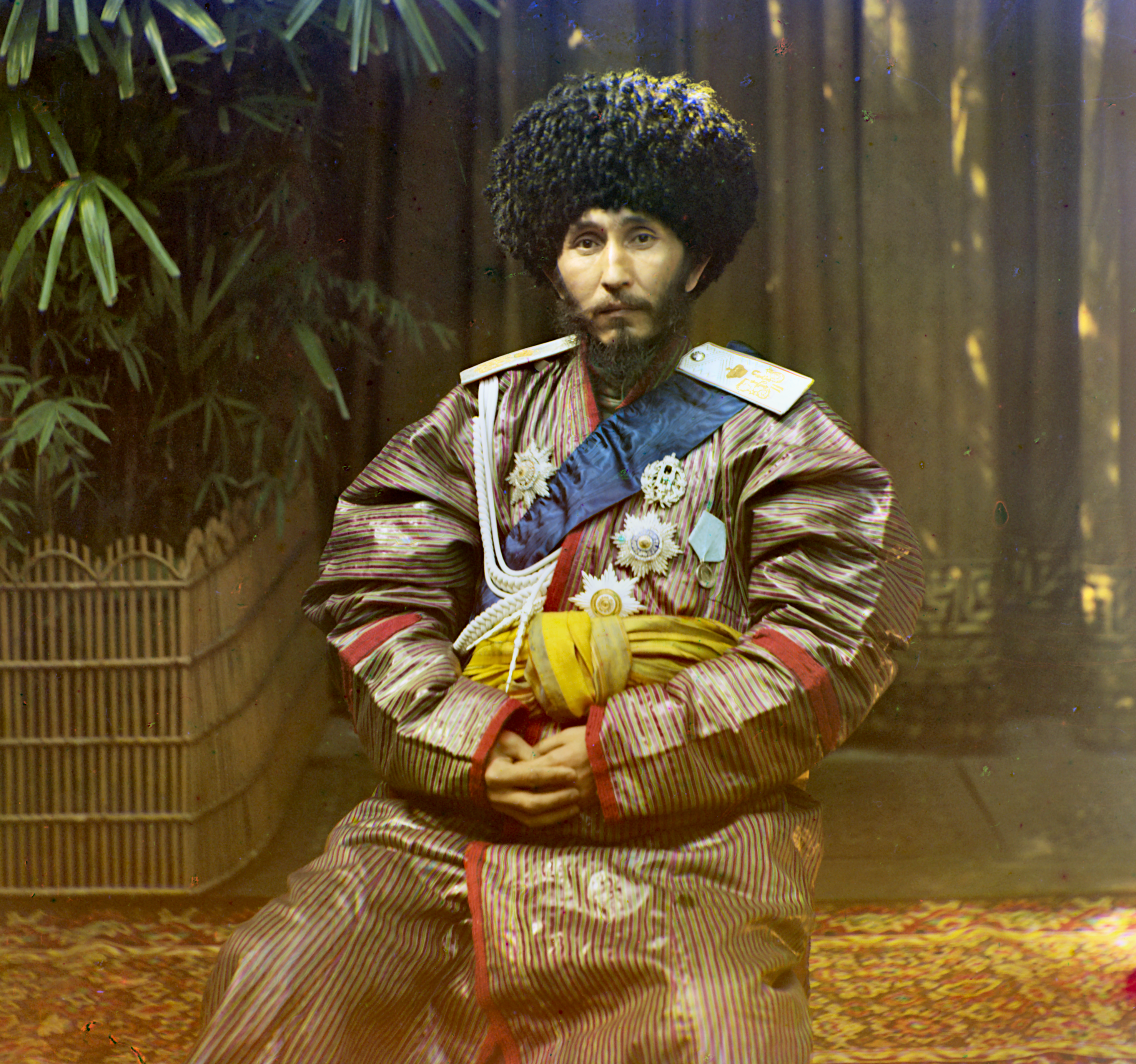
Isfandiyar Jo'rji Bahadur (1910–1918), przedostatni Chan Chiwy

- Iltazar Inaq ibn Iwaz Inaq Biy (1804–1806)
- Muhammad Rahim Bahadur (1806–1825)
- Allah Quli Bahadur (1825–1842)
- Muhammad Rahim Quli (1842–1846)
- Abu al-Ghazi Muhammad Amin Bahadur (1846–1855)
- Abdullah (1855)
- Qutlugh Muhammad Murad Bahadur (1855–1856)
- Mahmud (1856)
- Sayyid Muhammad (1856–1864)
- Muhammad Rahim Bahadur (1864–1910)
- Isfandiyar Jo'rji Bahadur (1910–1918)
- Sayid Abdullah (1918–1920)